# Британска Девичанска Острва на Светском првенству у атлетици на отвореном 2015.
Британска Девичанска Острва су учествовала на Светском првенству у атлетици на отвореном 2015. одржаном у Пекингу од 22. до 30. августа петнаести пут, односно учествовала су на свим првенствима до данас. Репрезентацију Британских Девичанских Острва представљале су две такмичарке које су се такмичиле у две дисциплине.,
На овом првенству Британска Девичанска Острва нису освојила ниједну медаљу, нити је постигнут неки рекорд.

## Учесници
Жене:
- Тахесија Хараган-Скот — 100 м
- Шантел Малон — Скок удаљ

## Резултати

### Жене
| Атлетичарка           | Дисциплина | Лични рекорд | Квалификације | Квалификације | Полуфинале            | Полуфинале            | Финале                | Финале       | Детаљи                                    |
| Атлетичарка           | Дисциплина | Лични рекорд | Резултат      | Место         | Резултат              | Место                 | Резултат              | Место        | Детаљи                                    |
| --------------------- | ---------- | ------------ | ------------- | ------------- | --------------------- | --------------------- | --------------------- | ------------ | ----------------------------------------- |
| Тахесија Хараган-Скот | 100 м      | 11,13 НР     | 11,47         | 5. у гр. 5    | Није се квалификовала | Није се квалификовала | Није се квалификовала | 33 / 52 (54) | Архивирано на веб-сајту (25. август 2015) |
| Шантел Малон          | Скок удаљ  | 6.69 НР      | 6,46          | 10. у гр. Б   |                       |                       | Није се квалификовала | 21 / 31 (34) |                                           |